# Des trous dans la tête
Pour plus de détails, voir Fiche technique et Distribution.
Des trous dans la tête (titre original : Brand Upon the Brain!) est un film dramatique fantastique américano-canadien en noir et blanc réalisé par Guy Maddin, sorti en 2006 et le 24 septembre 2008 en France.
Ce film est le deuxième volet d'une trilogie à portée autobiographique que Maddin appelle sa 'Me Trilogy', débutée avec Et les lâches s'agenouillent... en 2003 et achevée avec Winnipeg mon amour en 2007.

## Fiche technique
- Titre : Des trous dans la tête
- Réalisation : Guy Maddin
- Scénario : Guy Maddin, Louis Negin, George Toles
- Photographie : Benjamin Kasulke
- Montage : John Gurdebeke
- Musique originale : Jason Staczek
- Costumes : Laura Catigniani, Nina Moser et K.D. Schill
- Décors : Tania Kupczak
- Producteurs : Amy Jacobson,Gregg Lachow
- Producteurs exécutifs : A.J. Epstein, Jody Shapiro, Philip Wohlstetter
- Distributeur : E.D. Distribution
- Pays de production :  Canada,  États-Unis
- Format : Noir et blanc
- Genre : Film dramatique, Film fantastique
- Durée : 95 minutes
- Dates de sortie :  
  - Canada : 8 septembre 2006 (Festival international du film de Toronto)
  - États-Unis : 15 octobre 2006 (Festival du film de New York)
  - Allemagne : 15 février 2007 (Berlinale)
  - France : 24 septembre 2008

## Distribution
- Gretchen Krich : Mère
- Sullivan Brown : Young Guy Maddin
- Maya Lawson : Sis
- Katherine E. Scharhon : Chance Hale / Wendy Hale
- Todd Moore : Père
- Andrew Loviska : Savage Tom
- Kellan Larson : Neddie
- Erik Steffen Maahs : Older Guy Maddin
- Isabella Rossellini : Narrateur (voix)